# تاج‌شکوفه‌ای
دو گونه تاج‌شکوفه‌ای، سردهٔ Anthocephala را تشکیل می‌دهند. آن‌ها در گذشته همنوع محسوب می‌شدند. SACC هر دو را در سال ۲۰۱۵ به عنوان گونه‌های جداگانه پذیرفت.